# Lorina Kamburova
Lorina Kamburova (în bulgară Лорина Камбурова; n. 25 octombrie 1991, Varna, Varna, Bulgaria – d. 27 mai 2021, Moscova, Rusia) a fost o actriță bulgară.

## Biografie
În 2014, Kamburova a absolvit Academia Națională de Artă Teatrală și Cinematografică Krastyo Sarafov din Sofia. Mai târziu a jucat printre altele în Nightworld, Leatherface, Doom: Annihilation.[1][2][3]
Lorina Kamburova s-a născut pe 25 octombrie 1991 la Varna. Tatăl ei a visat numele Lorina, adică „încoronată cu o coroană de laur”, i-a descris visul soției sale și ea a acceptat să-i spună fiicei lor acest nume. Ea a fost botezată în credința creștină la 15 august 1992 în Biserica Adormirea Maicii Domnului Bogoroditsa - Panagyia, cunoscută și sub numele de Biserica „Micuța Născătoare de Dumnezeu”, situată în partea centrală a orașului Varna (Stara Varna face parte din cele mai vechi Orașul Varna), cartierul grecesc. Sora ei locuiește în Varna și este cu 12 ani mai mică decât ea. În 2003, mama ei a murit de cancer pulmonar malign și, în același an, bunica ei Elena a preluat creșterea Lorinei. Doisprezece ani mai târziu, tatăl lor a murit în urma unui atac de cord și a unui accident vascular cerebral, așteptând un transplant de inimă sănătos.
În timpul studiilor la Academia Națională de Artă Teatrală și Cinematografică Krastyo Sarafov, la clasa profesorului Zdravko Mitkov, a locuit în blocul 29 din Studentski Grad - cartierul Sofia.
Lorina Kamburova a fost verișoara lui Alek Alexiev și Stoyan Alexiev a fost cel care a ales un monolog pentru audiția ei pentru Academie, cel al Gerdei în scena în care o topește pe Kai în „Regina zăpezii”. Pentru prima dată în viață, a urcat pe scenă în orașul ei natal, Varna, la vârsta de 8 ani. În 2014 a absolvit Actoria pentru Teatru Dramatic la Academia Națională de Artă Teatrală și Film, la clasa profesorului Zdravko Kirilov Mitkov (născut la 11 martie 1952 la Kyustendil). Ea a participat la producțiile teatrale „Visul unei nopți de vară”, „Fecioara binecuvântată din Paris”, „Zborul”, „Stăpânul muștelor” și „Selecție nefirească”.
Kamburova, în vârstă de 17 ani, a participat la reality show-ul „Music Idol”, ajungând în finala celui de-al treilea sezon în 2009. A fost vocalist în grupul Ross’n’Lorina împreună cu Rosen Penchev. Alături de Mak Marinov, a jucat în videoclipul lui Stefan Valdobrev „This Song Is Not For Love”.
Lorina Kamburova a fost implicată activ în dublarea de filme și seriale din 2014 până la moartea ei. Unul dintre primele sale roluri a fost în filmul de animație „The Penguins of Madagascar”, înregistrat în studioul Alexandra Audio. Kamburova este vocea bulgară a lui May May în „Kung Fu Panda 3”, Chenille în „Trolls”, Gumball în „The Incredible World of Gumball” (în sezoanele ulterioare înlocuindu-l pe Vasil Peykov), Splinter în „Maya the Bee: The Honey”. Jocuri”, Felicia în „Ballerina”, Cortley Jester în „Ever After High”, și Rose Tico în „Războiul Stelelor: Episodul VIII – Ultimul Jedi” și „Războiul Stelelor: Episodul IX – Ascensiunea lui Skywalker”. De asemenea, a oferit voci pentru „100 Things to Do Before High School”, „Nașii vrăjitorilor”, „The House of Shumnikov” și serialul „Full Drama Island”.
Din 2015 până în 2016, Lorina Kamburova a jucat-o pe Liya în serialul „Връзки” (în traducere „Relații”) difuzat pe postul TV bulgar bTV. În perioada 2016-2017, ea a jucat rolul Annei în aproximativ 170 de episoade din serialul de comedie-dramă „Скъпи наследници” (după cum se traduce: „Dragi moștenitori”), difuzat în 2018 pe canalul TV bulgar bTV.
În 2012, a jucat în două dintre cele 78 de episoade din serialul turcesc „Riders” („Biniciler”), regizat de Serdan Akar și produs de Muharrem GüLmez, înfățișând viețile triburilor nomadice. În 2020, a jucat rolul polițistului de frontieră bulgar Boyana, în versiunea inițială de oră și 23 de minute a filmului rusesc de comedie-fantezie „Dragoste și monștri”.

## Decesul
Lorina Kamburova a murit pe 27 mai 2021, într-un spital din Moscova, la vârsta de 29 de ani. Avea nevoie de un transplant pulmonar și plănuia unul la un spital din Viena, Austria. Lorina și-a revenit după pneumonie bilaterală și covid, dar întrucât a stat în spital aproape două luni, acest lucru a creat complicații și cheaguri de sânge în corpul ei - unul s-a desprins și a intrat în plămâni, ceea ce a ucis-o tragic.
Înmormântarea ei a avut loc pe 6 iunie 2021 la Biserica Sfântul Nicolae Făcătorul de Minuni din Varna, orașul ei natal, unde este înmormântată la sicriul alb.
Doi dintre cei mai apropiați oameni ai ei, actrița Delly Allen și videograful Awi Rabelista, care a fost director de filmare la „Enslaved”, au creat un memorial pentru Lorina la Cape Kaliakra, cu coordonatele 43.368007, 28.465827. Potrivit interviurilor pe care le-au acordat, acesta a fost unul dintre locurile preferate ale Lorinei și, de asemenea, unde a fost filmat „Enslaved”. Amândoi au făcut apel la toți cei care au iubit-o să o viziteze măcar o dată și să-i păstreze vie amintirea, menținând memorialul.

## Filmografie

### Roluri în film
- 2011 Hello, Love, Goodbye Lora Scurtmetraj
- 2017 Nightworld Zara
- 2017 Leatherface Betty Hartman
- 2018 Ziua morților: Bloodline Abby
- 2018 Crystal Inferno Adria Cunoscut și sub numele de Inferno: Skyscraper Escape
- 2018 Death Race: Beyond Anarchy Nazi Girl Direct-to-video
- 2019 Știu ce ai făcut Recepționist Scurtmetraj
- 2019 Doom: Annihilation Dr. Sandy Peterson Direct-to-video
- 2020 Dragoste și monștri Boyana: femeie-poliție
- 2021 Elena înrobită Scurtmetraj
- 2021 Fata dansatoare Giaour

### Roluri în televiziune
- 2015–2016 Legături Lea / Liya
- 2018 Dragi Moștenitori Ana
- 2020 Tinerii și cei puternici supraviețuiesc Mini-seria TV Sergeant Collins